# Saint-Vincent (Puy-de-Dôme)
Saint-Vincent is een gemeente in het Franse departement Puy-de-Dôme (regio Auvergne-Rhône-Alpes) en telt 289 inwoners (1999). De plaats maakt deel uit van het arrondissement Issoire.

## Geografie
De oppervlakte van Saint-Vincent bedraagt 5,9 km², de bevolkingsdichtheid is 49,0 inwoners per km².
De onderstaande kaart toont de ligging van Saint-Vincent (Puy-de-Dôme) met de belangrijkste infrastructuur en aangrenzende gemeenten.

## Demografie
Onderstaande figuur toont het verloop van het inwonertal (bron: INSEE-tellingen).